# Lino de Morais Leme
Lino de Morais Leme (Bragança Paulista, 17 de dezembro de 1888 — ?, ?) foi um político brasileiro. Exerceu o mandato de deputado federal constituinte por São Paulo em 1934.
Se casou com Laura França Leme. Os dois tiveram sete filhos.
Se formou professor primário em 1905 pela Escola Normal de São Paulo, na qual também foi estudante e participou da revista literária e pedagógica Dois de Dezembro, administrada por ex-alunos da escola.
Em 1910 classificou-se para a cadeira de inglês do Ginásio Oficial de Campinas (SP), 1911 foi nomeado para a cadeira de francês da Escola Normal de Campinas e 1919 para a cadeira de latim da mesma.
Ainda em 1919, bacharelou-se pela Faculdade de Direito de São Paulo, objetivo que tinha desde 1907 quando iniciou seus estudos preparatórios para o curso. Em 1928, Lino de Morais tornou-se livre-docente da faculdade.
Isentar mulheres de obrigações militares e do voto eleitoral obrigatório, proibir penas perpétuas de banimento e confisco e estabelecer a fiscalização das finanças estaduais e municipais são algumas das 237 emendas apresentadas por Lino de Morais ao anteprojeto da Constituição, quando elegeu-se deputado à Assembléia Nacional Constituinte pelo Partido da Lavoura, em 1933. Encerrou sua participação legislativa em maio de 1935. 
No ano de 1936, passou a dar aulas de direito civil na Faculdade de Direito de São Paulo e exerceu a profissão da advocacia na capital paulista e em Campinas, cidade onde foi sócio do Centro de Ciências, Letras e Artes, e também membro do Instituto dos Advogados.
Publicou as obras: Ensaios de deontologia (1919), Evolução dos casos oblíquos para os casos retos (1919), Se o pronome oblíquo exerce função nominativa em inglês (1919), Funções subjetivas do pronome “se” (1919),Responsabilidade civil fora do contrato (1926), Posse dos direitos pessoais (1927), Eficácia jurídica do silêncio(1933), O artigo 1.777 do Código Civil (1933) e Do erro judiciário em matéria civil (1936).